# Olympische Sommerspiele 2020/Leichtathletik – 4 × 400 m (Mixed)
Erstmals war die 4-mal-400-Meter-Staffel als Mixed-Wettbewerb mit je zwei Frauen und je zwei Männern Teil von Olympischen Sommerspielen. Der Wettkampf wurde am 30. und 31. Juli 2021 im Nationalstadion ausgetragen.
Olympiasieger wurde Polen mit Karol Zalewski (Finale), Natalia Kaczmarek (Finale), Justyna Święty-Ersetic (Finale) und Kajetan Duszyński sowie den im Vorlauf außerdem eingesetzten Dariusz Kowaluk, Iga Baumgart-Witan und Małgorzata Hołub-Kowalik.
Silber gewann die Dominikanische Republik in der Besetzung Lidio Féliz, Marileidy Paulino, Anabel Medina und Alexander Ogando (Finale) sowie dem im Vorlauf außerdem eingesetzten Luguelín Santos.
Bronze ging an die Vereinigten Staaten mit Trevor Stewart (Finale), Kendall Ellis (Finale), Kaylin Whitney (Finale) und Vernon Norwood (Finale) sowie den im Vorlauf außerdem eingesetzten Elija Godwin, Lynna Irby, Taylor Manson und Bryce Deadmon.
Auch die im Vorlauf für die Medaillengewinnerinnen eingesetzten Läuferinnen erhielten entsprechendes Edelmetall. Rekorde dagegen standen nur den tatsächlich laufenden Athleten zu.

## Bestehende Rekorde
| Weltrekord         | USA (Wilbert London, Allyson Felix, Courtney Okolo, Michael Cherry) | 3:09,34 min | Doha, Katar | 29. September 2019 |
| Olympischer Rekord | Wettbewerb erstmals bei Olympischen Spielen ausgetragen             |             |             |                    |

### Rekordverbesserungen
In dieser noch jungen Disziplin wurden zahlreiche Rekorde aufgestellt. Es gab einen ersten olympischen Rekord, der anschließend zweimal verbessert wurde. Darüber hinaus wurden vier neue Kontinental- und zwölf neue Landesrekorde aufgestellt:
- Olympische Rekorde:
  - 3:11,39 min – USA (Elija Godwin, Lynna Irby, Taylor Manson, Bryce Deadmon), erster Vorlauf am 30. Juli
  - 3:10,44 min – Polen (Dariusz Kowaluk, Iga Baumgart-Witan, Małgorzata Hołub-Kowalik, Kajetan Duszyński), zweiter Vorlauf am 30. Juli
  - 3:09,87 min – Polen (Karol Zalewski, Natalia Kaczmarek, Justyna Święty-Ersetic, Kajetan Duszyński), Finale am 31. Juli
- Kontinentalrekorde:
  - 3:13,60 min (Afrikarekord) – Nigeria (Ifeanyi Emmanuel Ojeli, Imaobong Nse Uko, Samson Oghenewegba Nathaniel, Patience Okon George), erster Vorlauf am 30. Juli
  - 3:10,44 min (Europarekord) – Polen (Dariusz Kowaluk, Iga Baumgart-Witan, Małgorzata Hołub-Kowalik, Kajetan Duszyński), zweiter Vorlauf am 30. Juli
  - 3:15,89 min (Südamerikarekord) – Brasilien (Pedro Luiz de Oliveira, Tiffani Marinho, Tábata de Carvalho, Anderson Henriques), zweiter Vorlauf am 30. Juli
  - 3:09,87 min (Europarekord) – Polen (Karol Zalewski, Natalia Kaczmarek, Justyna Święty-Ersetic, Kajetan Duszyński), Finale am 31. Juli
- Landesrekorde:
  - 3:12,74 min – Dominikanische Republik (Lidio Féliz, Marileidy Paulino, Anabel Medina, Luguelín Santos), erster Vorlauf am 30. Juli
  - 3:12,74 min – Belgien (Alexander Doom, Imke Vervaet, Camille Laus, Jonathan Borlée), erster Vorlauf am 30. Juli
  - 3:12,88 min – Irland (Cillin Greene, Phil Healy, Sophie Becker, Christopher O’Donnell), erster Vorlauf am 30. Juli
  - 3:12,94 min – Deutschland (Marvin Schlegel, Corinna Schwab, Ruth Sophia Spelmeyer-Preuß, Manuel Sanders), erster Vorlauf am 30. Juli
  - 3:13,29 min – Spanien (Samuel García, Laura Bueno, Aauri Bokesa, Bernat Erta), erster Vorlauf am 30. Juli
  - 3:10,69 min – Niederlande (Jochem Dobber, Lieke Klaver, Lisanne de Witte, Ramsey Angela), zweiter Vorlauf am 30. Juli
  - 3:10,69 min – Jamaika (Sean Bailey, Junelle Bromfield, Stacey-Ann Williams, Karayme Bartley), zweiter Vorlauf am 30. Juli
  - 3:11,95 min – Großbritannien (Cameron Chalmers, Zoey Clark, Emily Diamond, Lee Thompson), zweiter Vorlauf am 30. Juli
  - 3:13,51 min – Italien (Edoardo Scotti, Alice Mangione, Rebecca Borga, Vladimir Aceti), zweiter Vorlauf am 30. Juli
  - 3:10,21 min – Dominikanische Republik (Lidio Féliz, Marileidy Paulino, Anabel Medina, Alexander Ogando), Finale am 31. Juli
  - 3:10,36 min – Niederlande (Liemarvin Bonevacia, Lieke Klaver, Femke Bol, Ramsey Angela), Finale am 31. Juli
  - 3:11,51 min – Belgien (Dylan Borlée, Imke Vervaet, Camille Laus, Kevin Borlée), Finale am 31. Juli

## Vorrunde
Die Vorrunde wurde in zwei Läufen durchgeführt. Für das Finale qualifizierten sich pro Lauf die ersten drei Staffeln (hellblau unterlegt). Darüber hinaus kamen die zwei Zeitschnellsten, die sogenannten Lucky Loser (hellgrün unterlegt), weiter.

### Lauf 1
30. Juli 2021, 20:00 Uhr (13:00 Uhr MESZ)
| Platz | Nation                  | Besetzung                                                                                   | Zeit (min) | Anmerkung                             |
| ----- | ----------------------- | ------------------------------------------------------------------------------------------- | ---------- | ------------------------------------- |
| 1     | USA                     | Elija Godwin (Vorlauf) Lynna Irby (Vorlauf) Taylor Manson (Vorlauf) Bryce Deadmon (Vorlauf) | 3:11,39    | erster OR                             |
| 2     | Dominikanische Republik | Lidio Féliz Marileidy Paulino Anabel Medina Luguelín Santos (Vorlauf)                       | 3:12,74    | NR                                    |
| 3     | Belgien                 | Alexander Doom (Vorlauf) Imke Vervaet Camille Laus Jonathan Borlée (Vorlauf)                | 3:12,75    | NR                                    |
| 4     | Irland                  | Cillin Greene Phil Healy Sophie Becker Christopher O’Donnell                                | 3:12,88    | NR                                    |
| 5     | Deutschland             | Marvin Schlegel Corinna Schwab Ruth Sophia Spelmeyer-Preuß (Vorlauf) Manuel Sanders         | 3:12,94    | DR Finalteilnahme durch Juryentscheid |
| 6     | Spanien                 | Samuel García Laura Bueno Aauri Bokesa Bernat Erta                                          | 3:13,29    | NR                                    |
| 7     | Nigeria                 | Ifeanyi Emmanuel Ojeli Imaobong Nse Uko Samson Oghenewegba Nathaniel Patience Okon George   | 3:13,60    | AF                                    |

### Lauf 2
30. Juli 2021, 20:12 Uhr (13:12 Uhr MESZ)
| Platz | Nation         | Besetzung                                                                                                   | Zeit (min) | Anmerkung |
| ----- | -------------- | --- | ---------- | --------- |
| 1     | Polen          | Dariusz Kowaluk (Vorlauf) Iga Baumgart-Witan (Vorlauf) Małgorzata Hołub-Kowalik (Vorlauf) Kajetan Duszyński | 3:10,44    | OR/ER     |
| 2     | Niederlande    | Jochem Dobber (Vorlauf) Lieke Klaver Lisanne de Witte (Vorlauf) Ramsey Angela                               | 3:10,69    | NR        |
| 3     | Jamaika        | Sean Bailey Junelle Bromfield (Vorlauf) Stacey-Ann Williams Karayme Bartley                                 | 3:11,76    | NR        |
| 4     | Großbritannien | Cameron Chalmers Zoey Clark (Vorlauf) Emily Diamond Lee Thompson (Vorlauf)                                  | 3:11,95    | NR        |
| 5     | Italien        | Edoardo Scotti Alice Mangione Rebecca Borga Vladimir Aceti                                                  | 3:13,51    | NR        |
| 6     | Ukraine        | Mykyta Barabanow Kateryna Klymjuk Alina Lohwynenko Oleksandr Pohorilko                                      | 3:14,21    |           |
| 7     | Brasilien      | Pedro Luiz de Oliveira Tiffani Marinho Tábata de Carvalho Anderson Henriques                                | 3:15,89    | SR        |
| 8     | Indien         | Muhammed Anas Revathi Veeramani Subha Venkatesan Arokia Rajiv                                               | 3:19,93    | SB        |

## Finale
31. Juli 2021, 21:35 Uhr (14:35 Uhr MESZ)
| Platz | Nation                  | Besetzung | Zeit (min) | Anmerkung                                                     |
| ----- | ----------------------- | --- | ---------- | ------------------------------------------------------------- |
| 1     | Polen                   | Karol Zalewski (Finale) Natalia Kaczmarek (Finale) Justyna Święty-Ersetic (Finale) Kajetan Duszyński im Vorlauf außerdem: Dariusz Kowaluk Iga Baumgart-Witan Małgorzata Hołub-Kowalik | 3:09,87    | OR/ER                                                         |
| 2     | Dominikanische Republik | Lidio Féliz Marileidy Paulino Anabel Medina Alexander Ogando (Finale) im Vorlauf außerdem: Luguelín Santos                                                                            | 3:10,21    | NR                                                            |
| 3     | USA                     | Trevor Stewart (Finale) Kendall Ellis (Finale) Kaylin Whitney (Finale) Vernon Norwood (Finale) im Vorlauf außerdem: Elija Godwin Lynna Irby Taylor Manson Bryce Deadmon               | 3:10,22    | SB                                                            |
| 4     | Niederlande             | Liemarvin Bonevacia (Finale) Lieke Klaver Femke Bol (Finale) Ramsey Angela im Vorlauf außerdem: Jochem Dobber Lisanne de Witte                                                        | 3:10,36    | NR                                                            |
| 5     | Belgien                 | Dylan Borlée (Finale) Imke Vervaet Camille Laus Kevin Borlée (Finale) im Vorlauf außerdem: Alexander Doom Jonathan Borlée                                                             | 3:11,51    | NR                                                            |
| 6     | Großbritannien          | Nicklas Baker (Finale) Nicole Yeargin (Finale) Emily Diamond Cameron Chalmers im Vorlauf außerdem: Zoey Clark Lee Thompson                                                            | 3:12,07    |                                                               |
| 7     | Jamaika                 | Sean Bailey Stacey-Ann Williams Tovea Jenkins (Finale) Karayme Bartley im Vorlauf außerdem: Junelle Bromfield                                                                         | 3:14,95    |                                                               |
| 8     | Irland                  | Cillin Greene Phil Healy Sophie Becker Christopher O’Donnell | 3:15,04    |                                                               |
| DSQ   | Deutschland             | Marvin Schlegel Corinna Schwab Nadine Gonska (Finale) Manuel Sanders im Vorlauf außerdem: Ruth Sophia Spelmeyer-Preuß                                                                 |            | IWR 170, TR24.6 Fehlerhafte Stabwieder- aufnahme nach Verlust |

Zum Finale gab es folgende Besetzungsänderungen:
- Polen: Dariusz Kowaluk wurde ersetzt durch Dariusz Kowaluk / Iga Baumgart-Witan und Małgorzata Hołub-Kowalik wurden ersetzt durch Natalia Kaczmarek und Justyna Święty-Ersetic.
- Dominikanische Republik: Anstelle von Luguelín Santos lief Alexander Ogando.
- USA: Elija Godwin und Bryce Deadmon wurden ersetzt durch Trevor Stewart und Vernon Norwood / Lynna Irby und Taylor Manson wurden ersetzt durch Kendall Ellis und Kaylin Whitney.
- Niederlande: Anstelle von Jochem Dobber lief Liemarvin Bonevacia / anstelle von Lisanne de Witte lief Femke Bol.
- Belgien: Alexander Doom und Jonathan Borlée wurden ersetzt durch Dylan Borlée und Kevin Borlée.
- Großbritannien: Anstelle von Zoey Clark lief Nicole Yeargin / anstelle von Lee Thompson lief Nicklas Baker.
- Jamaika: Junelle Bromfield wurde ersetzt durch Tovea Jenkins.
- Deutschland: Anstelle von Ruth Sophia Spelmeyer-Preuß lief Nadine Gonska.

Zwei Jahre nach ihrer ersten Austragung bei den Weltmeisterschaften 2019 in Doha feierte die Mixed-Staffel hier in Tokio ihr olympisches Debüt. Die geschlechtsspezifische Reihenfolge in der Aufstellung ist in diesem Wettbewerb von jedem Team frei wählbar. Alle Staffeln entschieden sich für die Reihenfolge Mann-Frau-Frau-Mann.
In den Vorläufen waren die Teams aus den USA und der Dominikanischen Republik zunächst disqualifiziert worden, wovon die deutsche Mannschaft profitiert hatte. Doch nach Protesten der betroffenen Verbände wurden die Staffeln doch wieder zum Finale zugelassen. Um Deutschland nicht in besonderer Form zu benachteiligen, erhielt auch das deutsche Quartett die Zulassung zum Finale.
Da der Wettbewerb noch sehr jung war und zudem selten ausgetragen wurde, hagelte es Rekorde. Natürlich gab es einen ersten Olympiarekord, der anschließend zweimal verbessert wurde. Außerdem wurden vier Kontinental- und zwölf Landesrekorde aufgestellt.
Das Finale war eng und spannend bis zum Schluss. In der dritten Runde erarbeitete sich etwas überraschend die Dominikanische Republik einen größeren Vorsprung. Doch die anderen Staffeln rückten wieder auf. Beim letzten Wechsel lagen neben der führenden Mannschaft vor allem noch die Niederlande, die USA, Polen und Belgien sehr gut im Rennen. Nach der letzten Kurve stürmte der Pole Kajetan Duszyński unwiderstehlich an die Spitze. Hinter ihm schien Vernon Norwood die US-Staffel zu Silber zu führen. Doch Alexander Ogando aus der Dominikanischen Republik konnte ihn mit dem letzten Schritt noch um eine Hundertstelsekunde verdrängen. So gab es Gold für Polen, Silber für die Dominikanische Republik und Bronze für die USA – ein Ausgang, der so nicht unbedingt erwartet war.
Polen gewann sein zweites olympisches Staffelgold, nachdem die 4-mal-100-Meter-Staffel der Frauen 1964 Olympiasieger geworden war.

## Video
- Mixed 4x400m Final | Tokyo Replays, youtube.com, abgerufen am 9. Juni 2022